# McKenzie Adams
McKenzie Adams (Schertz, 13 de febrero de 1992) es una jugadora profesional de voleibol estadounidense, juega en la posición de receptora.

## Palmarés

### Clubes
Supercopa de Alemania
- 2018, 2019

Copa de Alemania
- 2019[2]

Campeonato de Alemania
- 2019

Supercopa de Italia
- 2020

Copa de Italia
- 2021

Campeonato de Italia
- 2021

## Premios individuales
- 2019: MVP Supercopa de Alemania